# بطولة كاريوكا 1997
بطولة كاريوكا 1997 هو موسم من بطولة كاريوكا. فاز فيه بوتافوغو ريغاتاس.